# Чёрная весна (сериал)
«Чёрная весна» — российский драматический сериал режиссёров Сергея Тарамаева и Любови Львовой. Цифровая премьера сериала состоялась 16 ноября 2022.
Съёмки фильма преимущественно проходили в посёлке Коктебель и городе Феодосия в Крыму.

## Сюжет
17-летний Егор Меленин по прозвищу Мел и его друзья живут в небольшом приморском городке. Обычная жизнь резко меняется, когда к ним попадает пара дуэльных пистолетов: с их помощью Мел решает отстоять честь своей лучшей подруги Анжелы, в которую с детства влюблен. Возродив старую и опасную традицию, подростки создают закрытый клуб «Чёрная весна», существующий по законам справедливости и чести. Каждый новый поединок становится для них испытанием, в котором они все больше узнают себя, друзей и семейные тайны.

## Актёры и роли

### В главных ролях
| Актёр                | Роль                                                                                               |
| -------------------- | -------------------------------------------------------------------------------------------------- |
| Глеб Калюжный        | Егор («Мел») Меленин, поэтичный подросток с твердыми жизненными принципами, влюблен в Анжелу       |
| Артём Кошман         | Иван («Киса») Кислов, эмоциональный центр команды                                                  |
| Валентин Анциферов   | Борис («Хэнк») Хенкин, сдержанный подросток, тяжело переживающий личные драмы                      |
| Никита Кологривый    | Гена Зуев, местный "старший" над пацанами, занимается дилерством и имеет сложные отношения с отцом |
| Анастасия Красовская | Анжела Бабич, первая красавица города, в которую влюблен Мел                                       |

### В ролях
| Актёр               | Роль |
| ------------------- | --- |
| Олег Чугунов        | Илья Кудинов («Слепой»), младший сын четы Кудиновых                                                     |
| Сергей Гилёв        | Станислав Кудинов, бизнесмен, отец Рауля и Ильи, баллотируется в мэры города и скрывает свою ориентацию |
| Иван Лаврухин       | Рауль Кудинов, брат Ильи, насильник и психопат                                                          |
| Анна Попова         | Катерина Кудинова, мать Рауля и Ильи                                                                    |
| Николай Фоменко     | Артём Бабич, отец Анжелы, бывший криминальный авторитет                                                 |
| Ольга Цирсен        | Кристина Бабич, мать Анжелы, пострадала от Рауля                                                        |
| Даниил Воробьёв     | Владислав Меленин, отец Егора, планировал быть ученым, давно застрял в городе из-за беременности жены   |
| Серафима Низовская  | Светлана Меленина, мать Егора, работает в катакомбах                                                    |
| Александр Яценко    | Александр Баранов (дядя Саша «Проповедник»), отец Наташи, алкоголик                                     |
| Анатолий Белый      | Константин Анатольевич Хенкин, отец Бориса и Оксаны, майор полиции                                      |
| Диана Милютина      | Оксана Хенкина, сестра Бориса, в специфических отношениях с Раулем                                      |
| Варвара Володина    | Наташа Баранова, девушка Ильи, вступила в отношения с его старшим братом Раулем                         |
| Иван Мулин          | Игорь Наумов, бармен, любовник Стаса Кудинова                                                           |
| Яков Киселевич      | Павел Игнатов («Толстый»), был принят в "Черную весну" после дуэли с Локоном                            |
| Тимофей Сушин       | Всеволод Локонов («Локон»), местный шутник                                                              |
| Максим Жегалин      | Вадик («Музыкант»)                                                                                      |
| Евгений Коряковский | Антон, врач-наркоман, позже выясняется что он отец Кисы                                                 |
| Артём Ткаченко      | Роман Сенин, режиссёр                                                                                   |
| Сергей Пашура       | Алексей, военврач, в отношениях с Анжелой                                                               |
| Юрий Торсуев        | Николай Юрьевич Зуев, отец Гены, алкоголик с тяжелым прошлым                                            |
| Мария Шашлова       | Лариса Кислова, мать Ивана («Киса»), парикмахер, в отношениях с Хенкиным                                |
| Дмитрий Буренков    | Мишаня, наркодилер                                                                                      |
| Константин Адаев    | «Сырой», наркодилер                                                                                     |
| Ирина Демидкина     | директор школы                                                                                          |
| Ульяна Чжан         | Рита, влюблена в Мела                                                                                   |

## Содержание серий
| № серии | Описание серии |
| ------- | --- |
| 1       | Размеренная жизнь приморского города. Школьница Анжела Бабич успешно проходит пробы на съемку в рекламе для местного кулинарного производства - чему значительно способствует тот факт, что ее отец заключает сделку со Станиславом Кудиновым, обещая ему помощь в предвыборной кампании. Лучший друг Анжелы, неровно дышащий к ней Егор по кличке Мел, через окно гостиничного номера видит, как Анжела уединяется с режиссером и тщетно пытается ее отговорить. Понимая, что режиссер просто пользуется положением, Мел горит решимостью отомстить за честь девушки, что поддерживают и его друзья. Мел, Киса и Хэнк наведываются в клуб, закрытое место для "своих" пацанов, где ситуация обрисовывается старшему Гене, местному дилеру. Гена предлагает "заказать" режиссера, но Мел отказывается, говоря, что хотел бы победить врага, глядя ему в глаза и с пистолетом в руках. Идея дуэли неожиданно нравится всем, и очень кстати у пьяницы-отца Гены есть подходящие дуэльные пистолеты XIX века, которые ребятам удаётся украсть. На второй день съемок Егор присоединяется к массовке для клипа, но саботирует происходящее, дает пощечину режиссеру, высокопарными словами приглашая его на дуэль, чему тот не придаёт значения. Однако вечером Киса и Хэнк приходят в качестве "секундантов", шантажируя режиссера сделанными ими видео Анжелы, которые грозятся или отдать полиции, или отцу Анжелы, бывшему криминальному авторитету. В оговоренное время ребята, приглашенный Геной "доктор" (на самом деле местный наркоман) и режиссер собираются в условленном месте на берегу, разыгрывая все по правилам дуэли, вплоть до демонстративной зарядки револьверов. Гена не думает, что они на самом деле настроены на убийство, как и режиссёр, который приносит с собой пиво и надеется с ребятами просто поговорить. Гена предлагает взять деньгами, но Мел настаивает на дуэли. Режиссер нарочно стреляет в воздух, Мел же стреляет ему в живот. "Доктор" говорит, что тот не выживет. Не зная, что ещё предпринять, они грузят тело режиссёра в лодку и топят его далеко от берега. |
| 2       | Ассистентка режиссера заявляет о его пропаже. За дело берется местная милиция в главе с майором Хенкиным. Кудиновы проводят съёмку "счастливой семьи" для предвыборной кампании Кудинова старшего. Съемкой и неудачными шутками над собой от присутствующей подруги матери, Кристины Бабич, недоволен старший сын Кудинова, Рауль. Младший сын Кудинова, Илья, по ошибке берет телефон своего отца и случайно обнаруживает, что у отца есть любовник по имени Игорь — бармен в отеле. Пацаны разрабатывают свой кодекс достаточных оснований для дуэли и создают дуэльный клуб, называя его "Черная весна". Илья приходит на беседу к Игорю, где пересекается с Барановым, отцом своей девушки Наташи. Вместе с ним он выпивает и не успевает поговорить с Игорем. Школьники развлекаются на вечеринке. Один из них, Локон, оскорбляет толстяка Пашу, и Киса настаивает, что тот должен вызвать Локона на дуэль. На утро же Киса все отрицает, но Паша угрожает сдать их, если они к себя не примут. Хэнк назначает высокий ценник в надежде, что Паша откажется от дуэли, но тот согласен. Остальные ребята решают взять деньги и зарядить пистолеты холостыми, но Мел не согласен на "халтуру" и торговлю. Паша пытается разжалобить Оксану (сестру Хэнка, в которую Паша влюблен) тем, что они видятся последний раз, но на неё это не действует. Киса и Хэнк объявляют Локону о предстоящей дуэли. Тот отказывается, но они шантажируют его видео с записью секса на пляже с местной умалишённой девушкой Таей, которое случайно ранее снял Гена. Рауль Кудинов выслеживает Кристину Бабич, что посмела над ним насмехаться, нападает на неё и насилует. |
| 3       | Утром в бухте все собираются для дуэли. Локон хоть и стреляет первым, но сбегает до ответного выстрела. Паша не доволен, но ребята приглашают его в клуб: на самом деле пистолеты были заряжены холостыми. Кудинов встречается с Бабичем. В разговоре, пока Игорь предлагает им вино, Бабич спрашивает у Игоря как еще можно распиарить Кудинова, но жёстко и в грубой форме отзывается об толерантности к меньшинствам. Анжела присылает Мелу свои интимные фото, а когда Мел приезжает к ней — целует её. Наташа предлагает Илье заняться сексом и не отставать от сверстников, но он слишком волнуется, к тому же их перебивает случайно зашедший отец Наташи. Оскорблённый Игорь требует от Кудинова решительных действий и определиться. Кудинов днём решает провести время с семьёй, отмечая почти решённые результаты выборов вместе с семьёй Бабич. Кристина начинает подозревать Рауля, вспомнив байкерские перчатки. Возвращаясь домой, Кудинов под предлогом срочных дел уходит в бар для разговора с Игорем, куда приходит и Илья, теперь уверившийся в наихудших подозрениях. От своего друга Локона Илья узнаёт о его дуэли с Пашей и существовании "Черной весны". Отец Мела пытается сблизиться с ним, уличив в мелкой лжи, но Мел придумывает другую ложь. Наташа и Илья приезжают забрать пьяного отца Наташи, которого Игорь вышвырнул из бара. Илья рассержен тем, что Наташа считает его слабохарактерным, к тому же раньше отец назвал его "срединным" человеком. Всё это вместе приводит его в клуб "Черной весны", где он хочет стреляться с Игорем. Так как Илья сломал очки и почти ничего не видит, ребята сходятся на варианте с жребием, где проигравший должен застрелиться. Вечером Илья выманивает Игоря в бухту, написав сообщения с телефона отца. Ребята уверены, что Илья отстаивает честь Наташи, для них становится откровением, что дело на самом деле в любовнике отца, о чём говорит Игорь. Игорь угрожает, что при любой угрозе сольёт информацию в газеты. Илья вытягивает короткую спичку. Он готовится застрелиться. Так как Игорь пьян, не принимает их всерьёз и высмеивает, потерявший контроль Хэнк, всё время державший его на мушке, стреляет ему в голову. Ребята снова топят тело в море. Анжела звонит Мелу, так как они собирались покататься на льду, Мел вынужден придумать причину своего отсутствия, но Анжела понимает, что он врёт. |
| 4       | Ребята пишут сообщения с телефона Игоря об отъезде из города и сжигают его компьютер, так как в нем может быть компромат. Чтоб извиниться перед Анжелой, Мел использует школьное радио. Так как он говорит о "большой лжи" и пропасти, директор школы решает, что он имел ввиду политическую акцию и требует привести родителей. Кудинов приезжает в бар в поиске Игоря. Хенкин ловит Кису на покупке наркотиков и везет его к матери Ларисе, работающей парикмахером, так как при первом разе он его отпустил без наказания. Илья приходит к Хэнку поговорить о произошедшем, поблагодарить и взять в долю своего бизнеса в будущем, что не слишком влияет на переживающего травму Хэнка. Оксана обнаруживает, что беременна, вероятно от Рауля, с которым находится в своеобразных отношениях, более похожих на изнасилования. Все собираются на ночной вечеринке в бухте, где под влиянием Кисы Мел тоже принимает наркотик, который Киса выдает за седативное, разочарованная Анжела уходит. Позже она сталкивается с Алексеем, прибывшим в город на реабилитацию военным врачом, которого обещает сводить в катакомбы. Как раз в катакомбах работает мать Мела, а сами катакомбы некоторыми считаются проклятыми. На празднике дня города Илья и Рауль сталкиваются с Наташей и ее отцом, где Наташа отмечает, что Рауль красивый, чем расстраивает Илью. Директор школы беседует с родителями Мела, но ей интеллигентно противостоит его отец. Мел, Киса и Хэнк прячутся в парке чтоб тайком покурить и застают отца Хэнка за сексом с матерью Кисы в отдалённой патрульной машине. Разборки переходят в конфликт между Хэнком и Кисой. Гена приезжает к отцу помириться и привозит ему цесарок, о которых отец давно мечтал. Киса требует от Хэнка дуэль за оскорбления в свою сторону. Анжела показывает Алексею катакомбы и город, они целуются. Киса думает, что майор шантажом принудил мать к сексу и ему тяжело принять, что Хенкин мог ей действительно понравиться, дарить цветы и подарки. Он предлагает ей покурить, чтоб прийти в себя. Киса расспрашивает её об отце, о котором ничего не знал, мать говорит ему, что отец был художником, с которым они расстались во время её беременности, а потом он глупо погиб на перестрелке где-то в Бронксе. На утро Хэнк и Киса готовы стреляться, Киса не согласен на примирение. Пытаясь их остановить, доктор выхватывает револьверы. К бухте подходит и случайно оказавшийся тут Алексей. Чтоб успокоить истерику Кисы, Хэнк бьет его, что перерастает в потасовку между ними. Кудинов раздражается на свою жену, пристающую к нему, и толкает её. Защищая мать, Илья в ссоре рассказывает об любовнике отца. Кудинов открыто признаёт, что любит Игоря. |
| 5       | Семья Кудиновых пытается понять, как жить дальше. Отец готов уйти из семьи, но Илья убеждает оставить всё на уровне совместного существования ради успешного будущего. Хенкин расследует внезапное исчезновение Игоря, особенно его смущают пропавшие из его дома гаджеты и сорванный со стены постер. От Мела требуют извинения в прямом эфире школы, но когда его снова упрекают в недостаточности покаяния, он психует. Хэнк пытается добиться внимания от молодой учительницы литературы Ольги Васильевны, прося её стать своим репетитором для подготовки к сочинению. Ольга Васильевна давно родила ребенка от Рауля, которого тот не признает и о котором не знает его семья. Одна из одноклассниц, влюбленная в Мела Рита, говорит ему как видела поцелуй Анжелы и Алексея. Хенкин приходит поговорить с Кудиновым о пропаже Игоря, так как его соседки видели Кудинова, поднимающимся в его квартиру за пару недель. Илья врёт, защищая отца от подозрений и переиначивая их встречу как разговор с Игорем относительно продажи алкоголя несовершеннолетним. Наташа приходит поговорить с Раулем и признаётся ему в чувствах. Рауль спаивает её и они занимаются сексом. Мел встречается с Алексеем, получая косвенное подтверждение слов Риты. Гена знакомится с приезжей сибирячкой Викой и приглашает её провести время вместе. Вика же обчищает его тайник с только полученными для распространения наркотиками на большую сумму от опасного наркоторговца по кличке Сырой. Так как их "доктор" Антон не может дозвониться к Гене, он приходит за дозой к Кисе. Киса представляет его как тренера из секции бокса, но они, кажется, знакомы. Наташа раздражённо говорит Илье, что заинтересована в Рауле. Мел общается с отцом Наташи о высокодуховности и гуманизме. Анжела проводит время с Алексеем. В отместку Мел, напившись, проводит время с Ритой. Так как Гене угрожает реальная опасность, пацаны предлагают ему временно перепрятаться, но проблему это не решит. Оксана говорит Раулю, что беременна от него, однако он унизительно предлагает девушке работу проституткой в его отеле. Кристина Бабич встречается в отеле с Раулем. |
| 6       | Кристина говорит Раулю, что узнала его. Он склоняет ее к сексу, но она его отвергает. Оксана находит в рыбачьей бухте кофту бармена Игоря и приносит её домой отцу следователю. Хэнк, воспринимающий происходящее как литературное неотвратимое воздаяние, признаётся отцу. Кудинов вводит Илью в совет директоров семейного бизнеса, что не дает Раулю воплощать в жизнь свои фантазии по перестройке отеля в эротический салон. Хенкин вызывает Кудинова на разговор за пределами города, где говорит о дуэльном клубе, скрывая только то, что конкретно Игоря убил его сын. Ситуации может помочь Бабич, но из-за его гомофобности они не могут к нему обратиться. Илья пытается отстоять честь Наташи перед старшим братом, но тот бросается на него и чуть не душит пластиковым пакетом. Кудинов говорит Илье, что знает о дуэльном клубе, Илья со смехом признает, что убил бармена. У Кудинова случается паническая атака, которую он принимает за сердечный приступ и, испугавшись, говорит Илье на всякий случай код от семейного сейфа с наличкой. Пьяный Хенкин приходит к матери Кисы, но ничего не может ей объяснить. Гену начинает искать Сырой. Когда Хэнк находится у Ольги Васильевны, в гости к сыну приходит Рауль. Он, используя сына, заставляет Хэнка уйти. Отец Мела связывается с Таей, от которой узнает о дуэлянтах: девушка видела их и слышала в рыбачьей бухте, но но никому не сказала. Он приводит девушку в отель, в котором работает под руководством Кристины. Недовольная нарушением рабочего этикета, Кристина увольняет его. Люди Сырого приезжают к отцу Гены и случайно убивают его во время пыток. Рауль и Хэнк договариваются о дуэли на завтра. Они решают сменить место с бухты на далекий хутор, где недавно у родственников гостил Киса. Хэнк ранит Рауля, доктор говорит, что его операция операбельна и его можно спасти, но никто не хочет вызывать скорую. Тогда решено везти его к родственникам Кисы. |
| 7       | Проходит несколько дней. Хэнк навещает Гену и говорит ему о смерти отца. Тётки Кисы говорят, что Рауль уехал в город, но на самом деле они держат его связанным в сарае как свою секс-куклу, а привыкшие к его частым исчезновениям родители даже не начинают его искать. Катерина Кудинова встречается с Кристиной, обсуждая семейные проблемы, упоминая об ориентации своего мужа. Гена посещает похороны отца, на которых его пытаются поймать люди Сырого. Защищаясь, он вынужден убить и Сырого, и его помощника на птицеферме и сжечь всё, скрывая улики. Бабич доволен, что весь город у него в руках, но Кристина с насмешкой говорит ему об ориентации Кудинова, что очень злит Бабича и может подорвать его репутацию. Мел ночью пробирается к Анжеле чтоб убедить ее, что у них настоящая любовь, но Анжеле это не нужно: ей хочется новизны, новых людей и окружения, что как раз может дать ей Алексей, с которым она хочет уехать. Наташа переживает, что Рауль пропал и не отвечает на звонки. Они с Ильей мирятся. Гена говорит всем, что уезжает и просит его не искать, и действительно покидает город на машине грузоперевозок. Меленин-старший не может объяснить жене, почему его уволили, объясняя это тем, что его здесь все достало и что его жизнь могла бы быть совсем иной, если бы из-за неё он не застрял здесь на всю жизнь. Меленин приходит на разговор к Бабичу и шантажирует его. Разозлённый Бабич встречается с Кудиновым и Хенкиным и требует зачистить дно бухты, чтоб не осталось улик. Антон приглашает Кису на разговор: на самом деле он его отец. Взбешенный Киса требует у ребят предоставить револьверы для дуэли. Антон стреляет в воздух, отказываясь стрелять в ребёнка, но и Киса тоже не может выстрелить, к тому же отца защищают Мел и Хэнк. Из бухты вытаскивают тела. Гомофоб Бабич неловко пытается утешить Кудинова. |
| 8       | Бабич, Кудинов и Хенкин выплачивают Мелевину 5 миллионов. Анжела приглашает всех на свой день рождения. Так как это заденет и взрослых, празднующих в доме, Илья предлагает Наташе сбежать, предварительно планируя забрать наличку из сейфа, пока его отец будет занят. К Хенкину приезжает следователь, так как с пропажи режиссера прошел уже месяц безрезультативных отписок в вышестоящие органы. Хенкин говорит о версии утопления, но его напарник без согласования с Хенкиным выдвигает версию о маньяке, убивающем геев, ориентируясь на пропавший постер фильма "Горбатая гора". Мать Кисы принимает Антона в своей семье, тот усердно работает над улучшением отношений с взрослым сыном. С ребятами приходят говорить Бабич и Хенкин: чтоб защитить репутацию города и детей, Бабич говорит переделать "Черную весну" в патриотический клуб под руководством полиции и мэрии, у которого никогда не было никакого оружия. Бабич готов выделить ресурсы и превратить их заброшку в полноценный клуб. Хэнк признается, что это он прокололся, Киса бросается на него с кулаками. В доме Анжелы идет подготовка к дню рождения. Наташа говорит отцу, что уезжает вместе с Ильей, чему тот только рад. Илья дома вскрывает сейф, но их замечает водитель, которого от неожиданности статуэткой вырубает Илья. Пьяный Алексей признается Мелу, что завтра уезжает, так как у него смертельное заболевание, но просит сегодня ничего не говорить и позаботиться о девушке в будущем. Анжела снова говорит Мелу, что они просто друзья, но они всё равно целуются в какой-то момент вечеринки. От выпитого Алексею становится плохо. Киса знакомится на вечеринке с милой приезжей девушкой Марией. Катерина и Кристина уезжают с семейного скучного праздника в стрип-бар. Напившись, Кристина рассказывает, что её изнасиловали, но парень ей очень понравился. Пьяный Меленин возвращает Бабичу деньги, но они недовольны сложившейся ситуацией. Как раз кстати Бабич вспоминает о револьверах, которые они изъяли, и пока они пытаются вспомнить правила дуэли чести, Кудинов узнает что Илья взял из сейфа 30 миллионов. Ловить сына будущего мера полицейской облавой нельзя и они решают это отложить, продолжая выпивать все вместе. Илья и Наташа отдают часть денег Хэнку и говорят ему о своем побеге. Хэнк решает сжечь их клуб, в котором они так много времени проводили вместе. Собутыльник отца Наташи видит как тот умирает на улице от некачественной водки. Наташа и Илья уезжают из города автостопом на большой фуре. Мел решает забрать револьверы. У Кудинова случается ещё одна паническая атака, Мел пытается помочь ему с помощью дыхания. Раулю удается освободиться, убить одну из женщин и сбежать с её ружьем. На вечеринке он открывает стрельбу. Мел предлагает ему дуэль с одним заряженным пистолетом. Заряженный пистолет оказывается у Рауля, но хоть тот ранит Мела, того спасает скорая. |

## Рецензии
Сергей Ефимов, Комсомольская Правда
Сериал так подкупающе честен, не надрывен, не фальшив, а молодой актерский ансамбль, состоящий в основном из студентов театральных вузов, сыгран и достоверен.
Максим Ершов, Film.ru
«Чёрная весна» удивительно красиво живописует отчаянные попытки молодёжи вырваться из скучной среды. Дуэлянты — бунтари без причины, которые хотят взять судьбу в свои руки. Школа и взрослые — где здесь страсть, жизнь? Гораздо интереснее ходить по тонкой грани, рискуя умереть во время поединка. Но едва ли героев приключенческих романов в российской глубинке может ждать счастливый конец. Нет, не для юных этот край.
Вадим Богданов, InterMedia
Большое количество органично введенных персонажей и тонкие ниточки, их всех объединяющие, указывают на главное достоинство сериала – его впечатляюще продуманный до мелочей сценарий. По уровню описания жизни приморского города со всеми его жителями – чиновниками, полицейскими, поэтами-музыкантами, барменами и школьниками – романтичная и афористическая «Чёрная весна» отдаёт гоголевскими «Мёртвыми душами» и грибоедовским «Горе от ума». Только здесь сатира и гротеск заменены на юношеский максимализм, сухой фатализм и гиперреализм, которые в связке образуют свежий взгляд на приморскую действительность, где «живут долго, но без толку», и новую перспективу восприятия молодёжи, обострённого и несогласного с гнилой моралью современного общества.